# Jean-Pierre Marielle
Jean-Pierre Marielle (ur. 12 kwietnia 1932 w Dijon, zm. 24 kwietnia 2019 w Saint-Cloud) − francuski aktor filmowy i telewizyjny.

## Wybrana filmografia
- Skórka z banana (1963) jako Paul Reynaldo
- Napad na bank (1963) jako André Durand-Mareuil, bankier
- Pan do towarzystwa (1964) jako Balthazar
- Weekend w Zuydcoote (1964) jako Pierson
- Kochany łobuz (1966) jako Bob
- Zamek-pułapka (1969) jako Jean-Jacques Leroy-Martin
- Kobiety (1969) jako wydawca
- Cztery muchy na szarym aksamicie (1971) jako detektyw Gianni Arrosio
- Bez wyraźnych motywów (1971) jako Perry Rupert-Foote
- Niech się zacznie zabawa (1975) jako Markiz Pontcallec
- Jak zrobić pierwszy film (1976) jako Bob Morlock
- Czystka (1981) jako Le Peron
- Ukryte uczucia (1985) jako Antoine Garnier
- Skok (1985) jako Simon Labrosse
- Strój wieczorowy (1986) jako bogaty człowiek w depresji
- Kilka dni ze mną (1988) jako Raoul Fonfrin
- Uran (1990) jako Archambaud
- Wszystkie poranki świata (1991) jako Jean de Sainte-Colombe
- Max i Jérémie (1992) jako Almeida
- Pociąg do wolności (1995) jako komendant Perrochon
- Uczeń (1996) jako Armand
- Wielkie tournée (1996) jako Georges Cox
- Mała Lili (2002) jako Simon Marceaux
- Mój przyjaciel Meaulnes (2006) jako de Galais
- Kod da Vinci (2006) jako Jacques Saunière
- Ratatuj (2007) − Auguste Gusteau (głos)
- Bazyl. Człowiek z kulą w głowie (2009) jako Placard
- Tort weselny (2010) jako Victor
- Kocham Cię, tylko daj mi spokój! (2014) jako ojciec Michela
- Seks, miłość i terapia (2014)